# Episodi di Club Houdini (prima stagione)
La prima stagione della serie televisiva Club Houdini, composta da undici episodi, è stata trasmessa in Spagna dal 27 ottobre 2017 al 6 gennaio 2018 su Disney Channel.
In Italia la serie è andata in onda dal 9 giugno all'11 agosto 2018 su Disney Channel. Successivamente, la stagione è stata pubblicata su Disney+ a febbraio 2022 con alcuni titoli differenti rispetto a quelli della messa in onda in TV.
| nº | Titolo originale           | Titolo italiano (Disney Channel) | Titolo italiano (Disney+)     | Prima TV Spagna  | Prima TV Italia |
| -- | -------------------------- | -------------------------------- | ----------------------------- | ---------------- | --------------- |
| 1  | La bola del mundo          | Il mappamondo                    | Il globo terrestre            | 28 ottobre 2017  | 9 giugno 2018   |
| 2  | Aventura en el museo       | Avventura nel museo              | Avventura nel museo           | 4 novembre 2017  | 16 giugno 2018  |
| 3  | El hilo se rompe           | Il filo si è rotto               | Il filo è tagliato            | 11 novembre 2017 | 23 giugno 2018  |
| 4  | La cara oculta             | Il viso nascosto                 | Il lato nascosto              | 18 novembre 2017 | 30 giugno 2018  |
| 5  | Cómo salir de un laberinto | Come uscire da un labirinto      | Come scappare da un labirinto | 25 novembre 2017 | 7 luglio 2018   |
| 6  | El reloj de agua           | L'orologio ad acqua              | Orologio ad acqua             | 2 dicembre 2017  | 14 luglio 2018  |
| 7  | Cita bajo el sol           | Appuntamento sotto al sole       | Incontro sotto il sole        | 9 dicembre 2017  | 21 luglio 2018  |
| 8  | La casa de las trampas     | La casa delle trappole           | La casa degli scherzi         | 16 dicembre 2017 | 28 luglio 2018  |
| 9  | A dos pasos del tesoro     | A due passi dal tesoro           | A due passi dal tesoro        | 23 dicembre 2017 | 4 agosto 2018   |
| 10 | La conquista del tesoro    | La conquista del tesoro          | La conquista del tesoro       | 30 dicembre 2017 | 11 agosto 2018  |
| 11 | La mujer del abrigo rojo   | La donna col cappotto rosso      | La donna col cappotto rosso   | 6 gennaio 2018   | 18 agosto 2018  |